# 구글 플레이 서비스
구글 플레이 서비스(Google Play Services)는 구글의 안드로이드 기기용 사유 백그라운드 서비스와 API 패키지이다. 2012년 출시 당시에는 구글+ API와 OAuth 2.0에 대한 접속을 제공했고, 후에는 다양한 구글 서비스 기능이 확장되었고, 응용 프로그램들이 구글 플레이 서비스를 통해 서비스와 통신할 수 있게 했다.

## 기능[4]
구글 플레이 게임 서비스는 애플리케이션 개발자들이 리더보드, 업적, 멀티플레이어를 통해 경쟁적이고 사회적인 경험을 할 수 있도록 했다. 게임 API는 구글의 클라우드 기반에서 게임 세이브를 동기화할 수 있다. 위치 API는 위치 기술에 대한 사양을 제공하여 사용자가 특정 지리적 경계를 출입할 때 특정 작업을 실행할 수 있는 지오펜싱 API를 제공하며, 융합 위치 제공자는 응용 프로그램의 전력 사용량을 감소시키고 현재 사용자의 활동(자전거 타기, 걷기 등)을 확인하는 등의 위치 정보를 제공한다.
구글 로그인 안드로이드 API는 통합 인증을 제공하고, 사용자 내부 애플리케이션에 현재 자격을 인증한다. 구글 맵스 안드로이드 API는 별도의 애플리케이션을 열지 않고도 앱이 구글 지도나 스트리트 뷰를 포함할 수 있도록 해 카메라를 완전히 제어할 수 있고 사용자 지정 마커와 지도 오버레이를 추가하는 수단을 제공한다. 구글 드라이브 안드로이드 API는 구글 드라이브를 스토리지 구조로 사용할 수 있게 해 다른 파일 조작 도구와 함께 문서의 조회 및 동기화를 제공한다. 구글 캐스트 안드로이드 API는 안드로이드 앱이 구글 캐스트를 이용해 TV에 콘텐츠를 표시할 수 있도록 캐스팅 기능을 추가해 일반적인 오디오, 비디오, 이미지 타입의 다양한 도우미를 제공한다.
구글 모바일 어드바이저는 광고를 어플리케이션에 통합해 사용자 위치 등 요인에 따른 광고를 타깃으로 해 수익화가 가능하다. 구글 페이 API는 구글 페이를 통해 서비스와 상품을 구매할 수 있도록 한다. 그 밖의 API로는 구글 핏 API, 계정 인증, 구글 애널리틱스 등이 있다.
구글 플레이 서비스는 시스템 수준의 권한을 가진 거의 모든 구글 앱에서 사용된다. 모든 주요 안드로이드 서비스는 구글 플레이 서비스에 의해 제어된다. 만약 구글 플레이 서비스가 없다면 앱이 제대로 작동하지 않을 수 있다.
구글 플레이 프로텍트는 안드로이드 보안 시스템의 통합이다. 2019년, 이 소프트웨어는 하루에 5천만 개의 앱을 스캔한다고 발표되었다. 2019년 11월 6일 구글은 앱 보호 동맹를 발표했다. 협력사는 앱 분석을 위해 구글 플레이 프로텍트를 요청할 수 있다. 결과가 협력사에게 전송되고 구글 플레이 프로텍트는 협력사로부터 결과를 받는다. 2019년 11월 현재 앱 디펜스 얼라이언스의 파트너로는 ESET, 룩아웃, 짐페리움 등이 있다.

## 사용
구글 플레이 서비스는 Android 6.0 이상에 설치된 해당 애플리케이션이 있는 기기에서 구글 플레이를 통해 자동으로 업데이트된다. 이는 구글이 안드로이드 버전을 업데이트할 필요 없이 업데이트를 제공할 수 있음을 의미하며, 구글이 악명 높은 플랫폼 단편화 작업을 할 수 있다는 것을 의미한다.

## 우려
안드로이드 오픈소스 프로젝트(AOSP)는 2007년에 발표되었으며, 시아노겐모드와 리니지OS 등 모든 OEM과 펌웨어 수정의 기본 시스템으로서 기능했다. 여러 AOSP 앱이 폐쇄 소스 모델의 구글 플레이로 옮겨졌다. 많은 앱은 구글 플레이 서비스를 이용할 수 있어야만 작동한다(예: Gmail, YouTube와 같은 많은 구글 앱).
구글 플레이 서비스를 구글 앱 패키지의 일부로 배포하려면 구글의 라이선스가 필요한데, 이 라이선스는 구글의 안드로이드 사양과 호환되지 않는 안드로이드 기기를 생산하는 것을 계약상 금지한다. 안드로이드 시스템 수정에 관심이 있는 다른 사용자들은 구글 플레이 서비스를 탈퇴하거나 미리 설치된 장치나 비공식 소스로부터 Google 앱 패키지를 얻어야 한다.

## 같이 보기
- MicroG – 오픈 소스 구현

## 참조
1. 1 2  “Overview of Google Play Services”. 《Google Developers》. 2020년 9월 14일에 확인함.
2. 1 2  “Package Index”. 《Google Developers》. 2020년 9월 14일에 확인함.
3. ↑  Google Play Services - AppBrain Market 2014년 1월 29일
4. 1 2  “Build location-aware apps”. 《Android Developers》. 2020년 9월 14일에 확인함.
5. ↑  “Play Game Services”. 《Google Developers》. 2020년 9월 14일에 확인함.
6. ↑  “Saved Games in Android | Play Games Services”. 《Google Developers》. 2014년 11월 30일에 확인함.
7. ↑  “Add sign-in workflow”. 《Android Developers》. 2020년 9월 14일에 확인함.
8. ↑  “Add maps”. 《Android Developers》. 2020년 9월 14일에 확인함.
9. ↑  “Drive API for Android”. 《Google Developers》. 2020년 9월 14일에 확인함.
10. ↑  “Cast”. 《Google Developers》. 2020년 9월 14일에 확인함.
11. ↑  “Mobile Ads SDK”. 《Google Developers》. 2020년 9월 14일에 확인함.
12. ↑  “Google Pay”. 《Google Developers》. 2020년 9월 14일에 확인함.
13. 1 2 3  Ron Amadeo (2013년 9월 3일). “Balky carriers and slow OEMs step aside: Google is defragging Android”. 《Ars Technica》. 2014년 11월 30일에 확인함.
14. ↑  “Update Google Play Services Manually”. 《oTechWorld》. 2018년 8월 6일에 확인함.
15. ↑  “Google's security suite 'Play Protect' rolling out to Android phones”. 《Android Authority》. 2017년 9월 20일에 확인함.
16. ↑  “Google's Play Protect didn't catch obfuscated malware with up to 20 million installs on the Play Store”. 《Android Police》. 2017년 9월 20일에 확인함.
17. ↑  “Keeping you safe with Google Play Protect”. 《Google Blog》. 2017년 9월 20일에 확인함.
18. ↑  “Google Play Protect Now Scans More Than 50 Million Apps Per Day”. 《Beebom》. 2019년 5월 9일. 2021년 9월 21일에 원본 문서에서 보존된 문서. 2019년 5월 9일에 확인함.
19. ↑  “The App Defense Alliance: Bringing the security industry together to fight bad apps”. 《Google Online Security Blog》 (영어). 2019년 11월 7일에 확인함.
20. ↑  “App Defense Alliance | Play Protect”. 《Google Developers》 (영어). 2019년 11월 7일에 확인함.
21. 1 2  Ron Amadeo (2013년 10월 21일). “Google's iron grip on Android: Controlling open source by any means necessary”. 《Ars Technica》. 2014년 11월 30일에 확인함.